# Ach'Lum Tierra Nueva
Ach'Lum Tierra Nueva är en ort i Mexiko.   Den ligger i kommunen Ocozocoautla de Espinosa och delstaten Chiapas, i den sydöstra delen av landet, 700 km öster om huvudstaden Mexico City. Ach'Lum Tierra Nueva ligger 493 meter över havet och antalet invånare är 543.
Terrängen runt Ach'Lum Tierra Nueva är lite bergig. Runt Ach'Lum Tierra Nueva är det ganska glesbefolkat, med 40 invånare per kvadratkilometer. Närmaste större samhälle är Nuevo Naranjo, 18,8 km nordost om Ach'Lum Tierra Nueva. Omgivningarna runt Ach'Lum Tierra Nueva är en mosaik av jordbruksmark och naturlig växtlighet.